# Kafta (photographie)

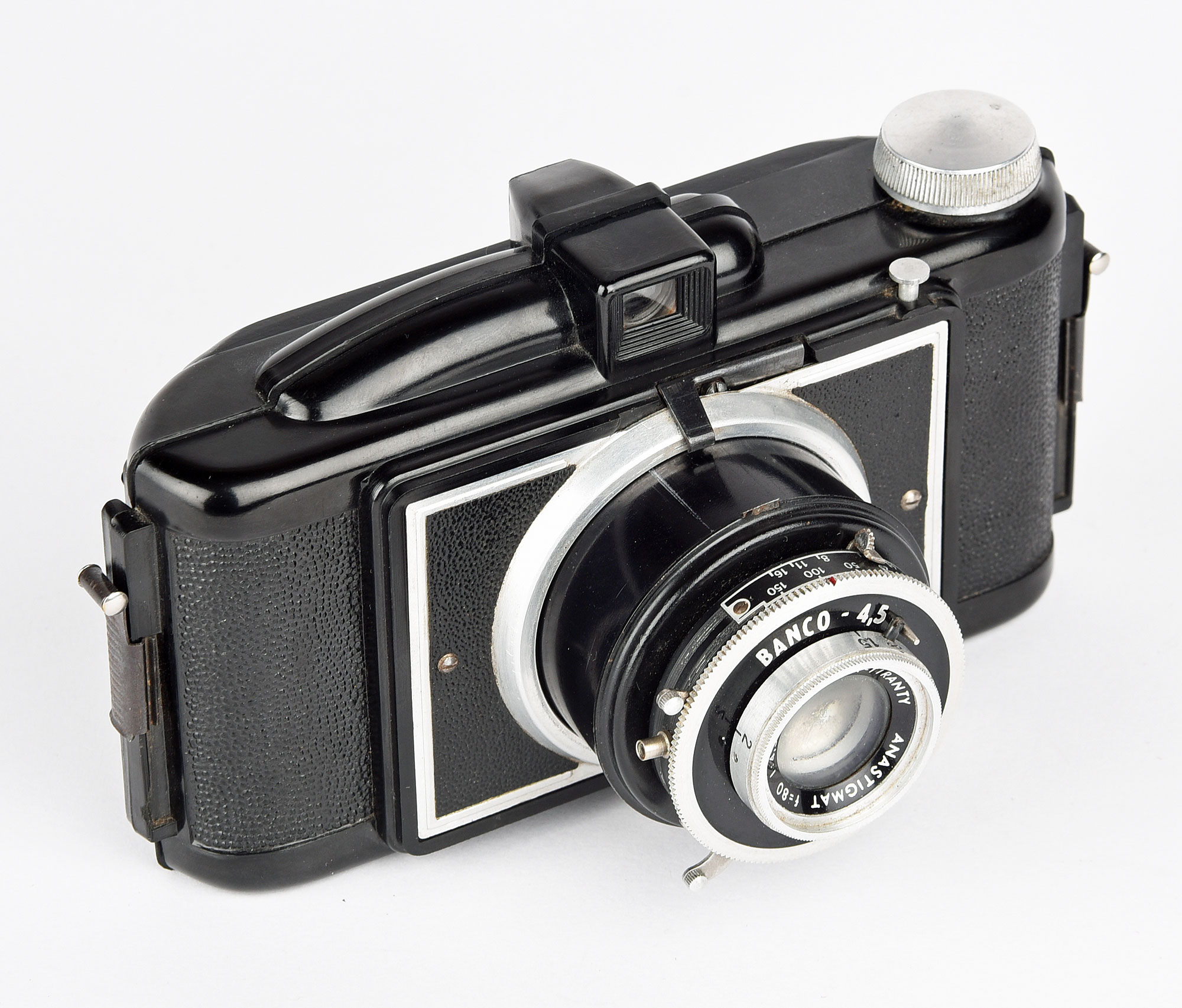
Banco 4,5. Appareil 6 x 9 en bakélite fabriqué par Kafta.

Kafta est un fabricant français disparu d'appareils photographiques créé par Fritz Kaftanski et Lucien Bouchetal en 1945. La société, initialement utilisée comme moyen de rémunérer Fritz Kaftanski, produira ses appareils après la rupture avec Lucien Bouchetal et Fex.

## Histoire
La création de l'entreprise se fait à Lyon le 5 mai 1945 sous le nom de "Établissements Kafta", une Société à responsabilité limitée au capital de 200 000 Francs dont l'objet est "Toutes les études techniques, économiques et financières relatives à la fabrication d'appareils photographiques, cinématographiques et optiques". La gérante est madame Kaftanski et le siège social est fixé 44 rue Damrémont, Paris. Cette antenne commerciale à Paris de Fex semble être une manière de payer à Kaftanski les royalties qui lui sont dues pour l'exploitation de ses licences.
La marque Kafta est déposé par Frédéric Kaftanski au greffe du tribunal de commerce de la Seine le 21 mai 1946.
Le 15 novembre 1949 les ponts sont coupés entre les deux fondateurs à la suite de divers conflits et Lucien Bouchetal se retire le la société. Fritz Kaftanski utilise désormais la société pour produire ses nouveaux appareils.

## Production
- Kaftax. Sorti vers 1950 c'est un 6 x 9 cm en Bakélite dont la principale originalité face à ses deux concurrents le Photax et l'Utrafex consiste en un tube supportant l'objectif non rentrant ce qui transforme un appareil encombrant en appareil très encombrant ce qui malgré son faible prix lui vaudra un échec commercial[5],[6],[7].
- Le Kaftax deuxième version corrige ce défaut quelques mois plus tard avec un tube télescopique en aluminium propulsé en position de prise de vues par un ressort lorsqu’on actionne un verrou[5],[8].
- Le Kaftax avec mise au point. L'objectif est muni d'une mise au point[7],[9].
- Le Banco de 1952 est le Kaftax première version qui change de nom pour être vendu en exclusivité par le magasin parisien Tiranty[5],[10].
- Le Banco Perfect de 1953 est l'équivalent du Kaftax avec mise au point[5],[11].
- Le Banco 4.5 ou Banco Lux selon les distributeurs est le "haut de gamme" de la marque. L'objectif est un Anastigmat marqué "Transpar-Tiranty" de 80 mm de focale et ouvert à 1:4.5 monté sur un obturateur Atoms Atos 1 du 1/25 au 1/150. L'objectif plus performant a permis de supprimer le chemin de film courbe imposé par les ménisques des autres versions. Il y a même un presse-film pour améliorer la planéité[5],[12].

## Collection
Submergés par les Photax et Superfex les appareils Kaftax se sont globalement mal vendus. Ils sont donc plutôt rares mais leur fabrication basique et leurs performances limitées font qu'ils ne sont guère collectionnés. Le mieux coté, le Banco 4,5, ne dépasse pas une estimation de 30 à 50 $.